# La grande porta grigia
La grande porta grigia (Time Lock) è un film del 1957 diretto da Gerald Thomas.
È un thriller statunitense con Robert Beatty, David Williams e Sean Connery.

## Trama
Un ragazzo rimane chiuso, accidentalmente, in un caveau.
Nel caveau rimangono solamente 10 ore di ossigeno dopodiché il ragazzo morirà. 
Inizia la corsa per salvarlo.